# Hermann Weyl

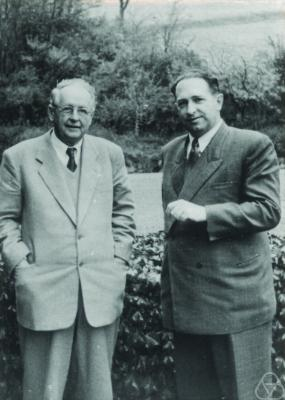
Hermann Weyl (links) en Ernst Peschl (rechts)

Hermann Klaus Hugo Weyl (Elmshorn, 9 november 1885 – Zürich, 8 december 1955) was een Duitse wiskundige. Hoewel hij het grootste deel van zijn leven doorbracht in Zürich, Zwitserland en daarna in Princeton, wordt hij geassocieerd met de wiskundige traditie van de Universiteit van Göttingen, zoals deze wordt gerepresenteerd door David Hilbert en Hermann Minkowski en Weyl zelf. Zijn onderzoek is van groot belang geweest voor de theoretische natuurkunde, alsook voor puur wiskundige disciplines zoals getaltheorie. Hij was een van de meest invloedrijke wiskundigen van de twintigste eeuw.
Weyl publiceerde technische en ook algemene werken over ruimte, tijd, materie, filosofie, logica, symmetrie en de geschiedenis van de wiskunde. Hij was een van de eersten die op de gedachte kwam om de algemene relativiteitstheorie te combineren met de wetten van het elektromagnetisme. Hoewel geen enkele van de wiskundigen van zijn generatie het 'universalisme' van Henri Poincaré of Hilbert nastreefde, kwam Weyl daar het dichtste bij. Michael Atiyah heeft gezegd dat steeds wanneer hij een wiskundig onderwerp bestudeerde, hij ontdekte dat Weyl hem reeds voor was gegaan (The Mathematical Intelligencer (1984), vol.6 no.1).